# Canton d'Issy-l'Évêque
Le canton d'Issy-l'Évêque est un ancien canton français situé dans le département de Saône-et-Loire et la région Bourgogne-Franche-Comté.

## Géographie
Ce canton était organisé autour d'Issy-l'Évêque dans l'arrondissement d'Autun. Son altitude variait de 232 m (Cressy-sur-Somme) à 506 m (Issy-l'Évêque) pour une altitude moyenne de 312 m.

## Histoire
De 1833 à 1848, les cantons d'Issy-l'Evêque, de Mesvres et de Saint-Léger-sous-Beuvray avaient le même conseiller général. Le nombre de conseillers généraux était limité à 30 par département.

## Représentation

### Conseillers généraux de 1833 à 2015
| Période           | Période                | Identité                                          | Étiquette             | Qualité |
| ----------------- | ---------------------- | ------------------------------------------------- | --------------------- | --- |
| 1833              | 1839                   | Jean-François Dubois                              |                       | Maire de Saint-Didier-sur-Arroux                                                                                          |
| 1839              | 1845                   | Guillaume Lavergne                                |                       | Propriétaire à Gissy, Saint-Didier-sur-Arroux, puis à Autun Juge de paix à Mesvres                                        |
| 1845              | 1848                   | Ferdinand Charles Honoré Philippe Comte d'Esterno |                       | Avocat, propriétaire et agronome à La Vesvre et à Vautot Maire de La Selle Elu dans le Canton de Lucenay-l'Évêque en 1848 |
| 1848              | 1852                   | Charles Epinat                                    |                       | Propriétaire à Marly-sous-Issy                                                                                            |
| 1852              | 1865                   | Charles-Jules Alexandre                           |                       | Ancien chef de bataillon de la Garde Nationale Maire d'Issy-l'Evêque                                                      |
| 1865              | 1871                   | Louis Michon                                      |                       | Maire de Marly-sous-Issy                                                                                                  |
| 1871              | 1883                   | Pierre Ernest Pinard                              | Droite                | Avocat puis magistrat - Député (1869-1870) Ministre                                                                       |
| 1883              | 1895                   | Alfred Louis Marie Decoene Racouchot              | Républicain           | Maire d'Issy-l'Evêque |
| 1895              | 1913                   | Claude-Hélène Sornay (1841-1920)                  | Républicain           | Propriétaire à Mâcon, maire de Milly                                                                                      |
| 1913              | 1924 (démission)       | Émile Decoëne-Racouchot                           | Rad. (exclu en 1924)  | Propriétaire-agriculteur Conseiller municipal d'Issy-l'Evêque, conseiller d'arrondissement Député (1919-1924)             |
| 1924              | 1940                   | Jean Larue                                        | PRS puis SFIO         | Propriétaire-viticulteur Maire de Sainte-Radegonde                                                                        |
|                   |                        |                                                   |                       | |
| 1945              | 1960                   | Jean Larue                                        | SFIO                  | Propriétaire-viticulteur Maire de Sainte-Radegonde                                                                        |
| 1960              | 2004                   | André Pourny                                      | DVD puis UDR puis DVD | Commerçant Adjoint au Maire de Toulon-sur-Arroux Sénateur (1986-2004) Maire de Sainte-Radegonde (1995-2001)               |
| 28 mars 2004      | 8 juillet 2007 (décès) | Jean-Luc Perraudin                                | UMP                   | Agriculteur Maire de Cuzy jusqu'en 2007                                                                                   |
| 30 septembre 2007 | 2015                   | Édith Perraudin                                   | DVD                   | Fonctionnaire Maire de Cuzy depuis 2007 Elue en 2915 dans le Canton de Digoin                                             |

### Conseillers d'arrondissement (de 1833 à 1940)
| Période                                  | Période | Identité                         | Étiquette           | Qualité |
| ---------------------------------------- | ------- | -------------------------------- | ------------------- | --- |
| 1833                                     | 1839    | Jules Émile Carion (1796-1863)   |                     | Médecin à Issy-l'Évêque, propriétaire à Montmort                                                            |
| 1839                                     | 1848    | Hippolyte Compin (1795-1876)     | Républicain         | Notaire, maire de Grury, ancien maire (révoqué) de Luzy (Nièvre)                                            |
| 1848                                     | 1852    | Charles Jean Jules Couchot       |                     | Propriétaire à Sainte-Radegonde                                                                             |
| 1852                                     | 1861    | Pierre Claude Coqueugniot (père) | Opposition          | Docteur en médecine, adjoint au maire d'Issy-l'Évêque                                                       |
| 1861                                     | 1871    | Jean-Baptiste Émile Nichault     | Candidat recommandé | Maire de Cressy-sur-Somme                                                                                   |
| 1871                                     | 1874    | Pierre Claude Coqueugniot (père) | Opposition          | Docteur en médecine à Issy-l'Évêque                                                                         |
| 1874                                     | 1892    | Adrien Épinat (1835-1900)        | Conservateur        | Propriétaire, maire d'Issy-l'Evêque                                                                         |
| 1892                                     | 1904    | Pierre Claude Coqueugniot (fils) | Républicain         | Docteur en médecine à Issy-l'Évêque, propriétaire à Sainte-Radegonde                                        |
| 1904                                     | 1913    | Émile Decoëne-Racouchot          | Radical             | Propriétaire-agriculteur, conseiller municipal d'Issy-l'Evêque                                              |
| 5 oct. 1913                              | 1919    | Léonard Caillot (1871-1928)      | Radical             | Négociant en grains à Cuzy                                                                                  |
| 1919                                     | 1934    | Jean Théveneau                   |                     | Négociant, maire d'Issy-l'Évêque                                                                            |
| 1934                                     | 1940    | André Cogny (1898-1946)          | Radical puis SFIO   | Maire d'Issy-l'Évêque                                                                                       |
| 1940                                     |         |                                  |                     | Les conseils d'arrondissement ont été suspendus par la loi du 12 octobre 1940 et n'ont jamais été réactivés |
| Les données manquantes sont à compléter. |         |                                  |                     | |

## Composition
Le canton d'Issy-l'Évêque regroupait 7 communes et comptait 2 421 habitants (recensement de 1999 sans doubles comptes).
| Communes         | Population (2012) | Code postal | Code Insee |
| ---------------- | ----------------- | ----------- | ---------- |
| Cressy-sur-Somme | 211               | 71760       | 71152      |
| Cuzy             | 128               | 71320       | 71166      |
| Grury            | 666               | 71760       | 71227      |
| Issy-l'Évêque    | 907               | 71760       | 71239      |
| Marly-sous-Issy  | 116               | 71760       | 71280      |
| Montmort         | 183               | 71320       | 71317      |
| Sainte-Radegonde | 210               | 71320       | 71474      |

## Démographie
| 1962  | 1968  | 1975  | 1982  | 1990  | 1999  | 2007  |
| ----- | ----- | ----- | ----- | ----- | ----- | ----- |
| 3 633 | 3 866 | 3 443 | 3 058 | 2 718 | 2 421 | 2 250 |